# Forces nouvelles (parti politique)
Pour les articles homonymes, voir Forces nouvelles, Parti des forces nouvelles et FNK.
Connu d'abord sous le nom Forces nouvelles-Nieuwe krachten (FNK), le parti des Forces nouvelles - Belgique (PFN) fut au cours des années 1970 et 1980 la principale organisation de droite nationaliste francophone en Belgique. Calquée sur le Parti des forces nouvelles français, Forces nouvelles - Belgique disposait d'une organisation de jeunesse appelée aussi Front de la Jeunesse et d'un mensuel intitulé Forces nouvelles. Son emblème était la croix celtique et ses principaux dirigeants furent Daniel Gilson, Pieter Kerstens, Patrick Cocriamont et Francis Dessogne.
Filip Dewinter, le véritable dirigeant du Vlaams Belang, avait fait ses débuts en politique, à la fin des années 1970, au sein du Jongerenfront, la section flamande du Front de la jeunesse, avant de rejoindre vers 1983-1984 le Vlaams Blok.